# Swedish Match
Swedish Match — шведская компания, крупнейший производитель некурительных табачных изделий — снюса, жевательного табака, а также сигар, спичек и зажигалок. Наиболее известный бренд — зажигалка «Cricket». Компания была основана в 1915 году под названием Svenska Tändsticksaktiebolaget Иваром Крюгером в Йёнчёпинге. Нынешнее название компания имеет с 1980 года.
Компания расширялась, приобретая национальные монополии, после слияния с британской компанией Bryant & May в 1926 году Swedish Match стала крупнейшим производителем спичек в мире.
В 1999 году фирма выкупила 40 % крупнейшей индонезийской компании по производству спичек P.T. Java Match Factory (Jamafac).
В 2017 году Swedish Match приобрела датского производителя жевательного табака V2.
В мае 2022 года американский производитель табачной продукции Philip Morris International предложил купить Swedish Match за 16 млрд долларов, предложение должно быть рассмотрено акционерами до 30 сентября.